# فريتسي جين كورتني
فريتسي جين كورتني (بالإنجليزية: Fritzi Jane Courtney)‏ هي ممثلة أمريكية، ولدت في 15 فبراير 1923 في هارلم في الولايات المتحدة، وتوفيت في 7 أغسطس 2012 في بورتلاند في الولايات المتحدة.

## وصلات خارجية
- فريتسي جين كورتني على موقع IMDb (الإنجليزية)
- فريتسي جين كورتني على موقع قاعدة بيانات الفيلم (الإنجليزية)